# Asienpokal der Pokalsieger 2001/02
Der Asienpokal der Pokalsieger 2001/02 war die zwölfte und letzte Ausgabe des Asienpokals der Pokalsieger. Der Wettbewerb wurde zur Spielzeit 2002/03 von der AFC Champions League ersetzt. Pokalsieger wurde zum zweiten Mal der saudi-arabische Vertreter al-Hilal.

## Erste Runde
|                          | Gesamt                |                         | Hinspiel | Rückspiel | Region |
| ------------------------ | --------------------- | ----------------------- | -------- | --------- | ------ |
| al-Sadd                  | 2:2 n. V. (5:3 i. E.) | Fajr Sepasi             | 1:1      | 1:1       | West   |
| al-Shaab Hadramaut       | 3:7                   | al-Wihdat               | 3:2      | 0:5       | West   |
| al-Ain                   | 1 (w/o) 1             | al-Salmiya              |          |           | West   |
| al-Aqsa                  | (a)4:4(a)             | al-Quwa al-Dschawiya    | 1:0      | 3:4       | West   |
| Tischrin                 | 3:4                   | al-Hilal                | 2:3      | 1:1       | West   |
| Nisa Aşgabat             | 2:4                   | Regar TadAZ             | 1:0      | 1:4       | West   |
| Alga Bischkek            | 3:4                   | Paxtakor Taschkent      | 2:1      | 1:3       | West   |
| South Chin               | 2 (w/o) 2             | Negombo Youth           |          |           | Ost    |
| Pakistanischer Vertreter | 3 (w/o) 3             | Hồ Chí Minh City Police |          |           | Ost    |
| Victory                  | 4:2                   | PSM Makassar            | 3:0      | 1:2       | Ost    |

Anmerkungen:

## Zweite Runde
|                        | Gesamt |                         | Hinspiel | Rückspiel | Region |
| ---------------------- | ------ | ----------------------- | -------- | --------- | ------ |
| al-Shabab              | 2:3    | al-Sadd                 | 0:0      | 2:3       | West   |
| al-Wihdat              | 2:3    | al-Ain                  | 2:1      | 0:2       | West   |
| al-Hilal               | 7:1    | al-Aqsa                 | 5:0      | 2:1       | West   |
| Paxtakor Taschkent     | 3:5    | Regar TadAZ             | 2:2      | 1:3       | West   |
| South Chin             | 3:8    | Shimizu S-Pulse         | 3:2      | 0:6       | Ost    |
| Jeonbuk Hyundai Motors | 12:00  | Victory                 | 8:0      | 4:0       | Ost    |
| Chongqing Lifan        | 9:1    | Hồ Chí Minh City Police | 8:1      | 1:0       | Ost    |
| Air Force United       | 1:5    | Home United             | 1:0      | 0:5       | Ost    |

## Viertelfinale
|                        | Gesamt    |                 | Hinspiel | Rückspiel | Region |
| ---------------------- | --------- | --------------- | -------- | --------- | ------ |
| al-Sadd                | (a)2:2(a) | al-Ain          | 1:0      | 1:2       | West   |
| Regar TadAZ            | 0:5       | al-Hilal        | 0:2      | 0:3       | West   |
| Jeonbuk Hyundai Motors | (a)3:3(a) | Shimizu S-Pulse | 1:1      | 2:2       | Ost    |
| Home United            | 0:4       | Chongqing Lifan | 0:2      | 0:2       | Ost    |

## Halbfinale
| al-Sadd               | al-Sadd                                               | al-Hilal                                              | al-Hilal |
| --------------------- | ----------------------------------------------------- | ----------------------------------------------------- | -------- |
| al-Sadd               | \| 28. März 2002 in Doha \| \| Ergebnis: 0:1 (0:0) \| | \| 28. März 2002 in Doha \| \| Ergebnis: 0:1 (0:0) \| | al-Hilal |
| al-Sadd               | 0:1 Edmilson (49.)                                    |                                                       | al-Hilal |
| 28. März 2002 in Doha |                                                       |                                                       |          |
| Ergebnis: 0:1 (0:0)   |                                                       |                                                       |          |

| Jeonbuk Hyundai Motors | Jeonbuk Hyundai Motors                                | Chongqing Lifan                                       | Chongqing Lifan |
| ---------------------- | ----------------------------------------------------- | ----------------------------------------------------- | --------------- |
| Jeonbuk Hyundai Motors | \| 28. März 2002 in Doha \| \| Ergebnis: 2:0 (1:0) \| | \| 28. März 2002 in Doha \| \| Ergebnis: 2:0 (1:0) \| | Chongqing Lifan |
| Jeonbuk Hyundai Motors | 1:0 Sung-bae (20.) 2:0 Sung-bae (85.)                 |                                                       | Chongqing Lifan |
| 28. März 2002 in Doha  |                                                       |                                                       |                 |
| Ergebnis: 2:0 (1:0)    |                                                       |                                                       |                 |

## Spiel um den dritten Platz
| al-Sadd                  | al-Sadd                                                    | Chongqing Lifan                                            | Chongqing Lifan |
| ------------------------ | ---------------------------------------------------------- | ---------------------------------------------------------- | --------------- |
| al-Sadd                  | \| 30. März 2002 in Doha \| \| Ergebnis: 0:0, 7:6 i. E. \| | \| 30. März 2002 in Doha \| \| Ergebnis: 0:0, 7:6 i. E. \| | Chongqing Lifan |
| 30. März 2002 in Doha    |                                                            |                                                            |                 |
| Ergebnis: 0:0, 7:6 i. E. |                                                            |                                                            |                 |

## Finale
| al-Hilal                       | al-Hilal                                                         | Jeonbuk Hyundai Motors                                           | Jeonbuk Hyundai Motors |
| ------------------------------ | ---------------------------------------------------------------- | ---------------------------------------------------------------- | ---------------------- |
| al-Hilal                       | \| 30. März 2002 in Doha \| \| Ergebnis: 2:1 n. GG (1:1, 0:0) \| | \| 30. März 2002 in Doha \| \| Ergebnis: 2:1 n. GG (1:1, 0:0) \| | Jeonbuk Hyundai Motors |
| al-Hilal                       | 1:0 Edmilson (49.) 2:1 Hussein al-Ali (98., Golden Goal)         | 1:1 Julio Cesar Gouveia (73.)                                    | Jeonbuk Hyundai Motors |
| 30. März 2002 in Doha          |                                                                  |                                                                  |                        |
| Ergebnis: 2:1 n. GG (1:1, 0:0) |                                                                  |                                                                  |                        |